# Корнинская сельская община
Корнинская сельская община (укр. Корнинська сільська громада) — территориальная община в Ровненском районе Ровненской области Украины.
Административный центр — село Корнин.
Население составляет 8873 человека. Площадь — 67,3 км².
В соответствии с распоряжением Кабинета Министров Украины от 12 июня 2020 года, в состав общины вошла территория Корнинского и Тайкурского сельских советов Ровненского района.

## Населённые пункты
В состав общины входит 5 сёл:
- Корнин
  - Загороща
  - Колоденка
  - Порозовое
  - Тайкуры